# Tullio Abbate
Tullio Abbate Senior (Tremezzina, 15 luglio 1944 – Milano, 9 aprile 2020) è stato un imprenditore e pilota motonautico italiano, fondatore dell'omonimo marchio, tuttora un'eccellenza nel settore della nautica.

## Biografia
Tullio Abbate era il maggiore di tre figli del costruttore di barche Guido Abbate e di sua moglie Paola. Ebbe successo come pilota offshore già all'età di sedici anni; vinse l'European Powerboat Championship a Cannes nel 1960 come copilota. Tre anni dopo, vinse con una barca da regata progettata e costruita da sé nella serie Offshore "Regatta Centomiglia del Lario" dei Campeones de Europa.
Nel 1975 rilevò il cantiere navale di suo padre a Tremezzo, ampliò ulteriormente l'azienda e introdusse l'uso della moderna plastica rinforzata con fibra di vetro. Il suo numero 5 della regata della Centomiglia del Lario divenne parte del logo dell'azienda. La società, che opera come Tullio Abbate Group Srl, ha sede a Mezzegra sul Lago di Como. Fornisce da 250 a 300 imbarcazioni veloci dalla metà degli anni '80. Il primo modello di successo fu la "Sea Star", di cui furono costruite diverse migliaia. Seguirono altri modelli di serie, il più grande dei quali era lungo 80 piedi.
Abbate è stato nelle liste vincenti con oltre 250 vittorie di corse dal 1960; stabilì anche diversi record. Il suo ultimo nel 1997, quando raggiunse oltre 223 km/h.
Niki Lauda, Keke Rosberg e Riccardo Patrese fecero gite in barca con Tullio Abbate,Didier Pironi negli anni '80 importava il marchio in francia.Da una collaborazione di Ayrton Senna diede il suo nome a un progetto di barca Abbate. Tale barca da regata, lunga 12,90 metri, fu costruita con il nome di Senna 42 Evolution. I progetti più innovativi di Tullio Abbate sono la Superiority 60 e l'eccezione 70,progettati dal designer industriale Giorgetto Giugiaro (Italdesign Giugiaro).
È scomparso all'età di 75 anni presso l'Ospedale San Raffaele di Milano, dopo aver contratto la COVID-19.